# Zoppetbach
Der Zoppetbach, auch Blusenbach, ist ein Bach in der Gemeinde Matrei in Osttirol (Bezirk Lienz). Er entspringt an der Südwestseite der Granatspitzgruppe und mündet zwischen Feld und Mattersberg von links in die Isel.

## Verlauf
Der Zoppetbach entspringt südwestlich des Kegelstein-Gipfels an der Südwestflanke des Berges und fließt in südwestlicher Richtung talwärts. Im Nordwesten bildet der Südwestrücken des Kegelsteins die Abgrenzung zum Einzugsgebiet des Mellitzbachs, wobei zwischen Mellitzbach und Zoppetbach auch der kleine Bichlbach fließt. Südöstlich des Zoppetbach befindet sich der kurze Steigertalbach.
Der Ober- und Mittellauf des Zoppetbachs sind großteils bewaldet. Im Unterlauf bestehen insbesondere am Nordufer größere landwirtschaftlich genutzte Wiesenflächen, insbesondere um den zu Matterberg gehörenden Hof Oberfeldner.